# Knut Larsson (Comiczeichner)

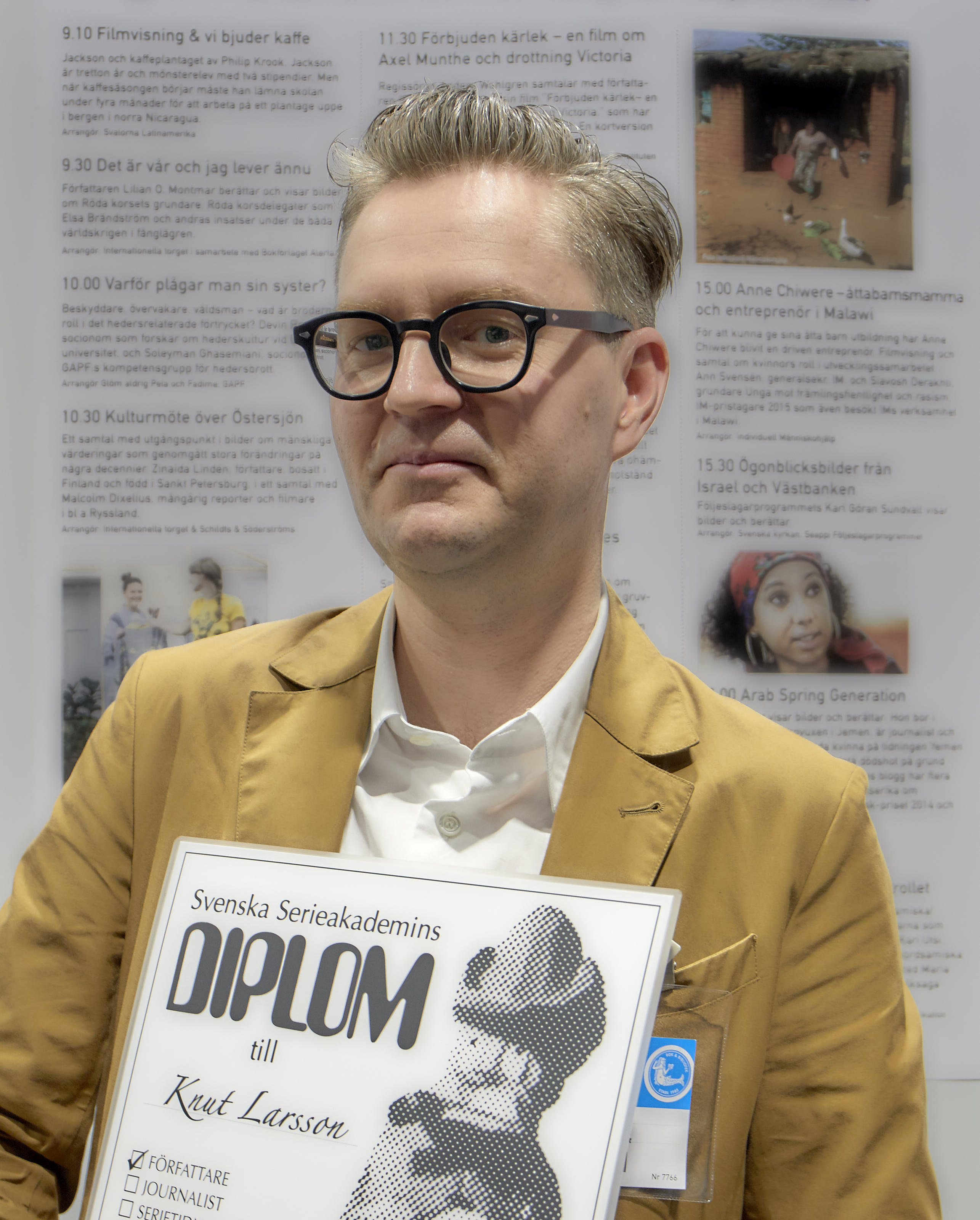
Knut Larsson (2016).

Knut Larsson (* 1972) ist ein schwedischer Illustrator und Comiczeichner.

## Leben
Knut Larsson arbeitet seit 1996 als Comiczeichner. Sein Debüt gab er 1996 in der Galago-Ausgabe 46. Er veröffentlicht auch in anderen Comic-Magazinen, so C’est Bon Anthology, Seriekonst Tabloid und Nemi. Inzwischen hat Larsson vier eigene Comicbände publiziert. 2004 produzierte er zudem den animierten Reklamefilm Mayblomman, für den er mit dem Guldägget-Preis für den besten schwedischen Werbefilm ausgezeichnet wurde.
Knut Larssons Comics sind vor allem bekannt für ihren surrealen und bizarren Gehalt. So leiden die Protagonisten oftmals an schizophrenen Wahnvorstellungen. Auch das Motiv der Metamorphose ist ein wiederkehrendes Element in seinen Geschichten.

## Werke

### Comics
- 2001: Canimus
- 2003: Lokmannen
- 2004: Biografmaskinisten
- 2006: Kolonialsjukhuset: En Kolonialläkares Anteckningar
- 2007: Deer girl E-Book bei electrocomics

## Preise und Auszeichnungen
- 1999: Kemi-Festival, 2. Preis
- 2001: Fula-Hund des Galago-Magazins